# Yuri Sergeev
Yuri Sergeev (en ruso: Юрий Валентинович Сергеев; Moscú, RSFS de Rusia; 16 de julio de 1925 – 29 de julio de 2024) fue un patinador soviético especialista en patinaje de velocidad sobre hielo.

## Carrera
A nivel de Juegos Olímpicos participó en la edición de Cortina d'Ampezzo 1956 en el evento de 500 metros donde finalizó en cuarto lugar entre 47 participantes, a una décima de la medalla de bronce.

## Récords
En su carrera rompió el récord mundial en cuatro ocasiones:
| Evento | Tiempo | Fecha               | Sede  |
| ------ | ------ | ------------------- | ----- |
| 500 m  | 0.41,7 | 6 de enero de 1952  | Medeo |
| 500 m  | 0.41,2 | 19 de enero de 1952 | Medeo |
| 500 m  | 0.40,9 | 25 de enero de 1953 | Medeo |
| 500 m  | 0.40,8 | 19 de enero de 1955 | Medeo |